# Snowboard vid olympiska vinterspelen 2018
Snowboard vid olympiska vinterspelen 2018 arrangerades i Bokwang Phoenix Park och Alpensia backhoppningsarena i Pyeongchang i Sydkorea. Totalt avgjordes 10 grenar. I juni 2015 meddelades att big air skulle införas på det olympiska programmet detta år, parallellslalom tog också bort från programmet.

## Medaljsammanfattning
Damer
| Gren                            | Guld                   | Guld                   | Silver                                    | Silver                                    | Brons                               | Brons                               |
| ------------------------------- | ---------------------- | ---------------------- | ----------------------------------------- | ----------------------------------------- | ----------------------------------- | ----------------------------------- |
| Boardercross Detaljer...        | Michela Moioli Italien | Michela Moioli Italien | Julia Pereira de Sousa Mabileau Frankrike | Julia Pereira de Sousa Mabileau Frankrike | Eva Samková Tjeckien                | Eva Samková Tjeckien                |
| Halfpipe Detaljer...            | Chloe Kim USA          | Chloe Kim USA          | Liu Jiayu Kina                            | Liu Jiayu Kina                            | Arielle Gold USA                    | Arielle Gold USA                    |
| Parallellstorslalom Detaljer... | Ester Ledecká Tjeckien | Ester Ledecká Tjeckien | Selina Jörg Tyskland                      | Selina Jörg Tyskland                      | Ramona Theresia Hofmeister Tyskland | Ramona Theresia Hofmeister Tyskland |
| Slopestyle Detaljer...          | Jamie Anderson USA     | Jamie Anderson USA     | Laurie Blouin Kanada                      | Laurie Blouin Kanada                      | Enni Rukajärvi Finland              | Enni Rukajärvi Finland              |
| Big air Detaljer...             | Anna Gasser Österrike  | Anna Gasser Österrike  | Jamie Anderson USA                        | Jamie Anderson USA                        | Zoi Sadowski-Synnott Nya Zeeland    | Zoi Sadowski-Synnott Nya Zeeland    |

Herrar
| Gren                            | Guld                      | Guld                      | Silver                   | Silver                   | Brons                       | Brons                       |
| ------------------------------- | ------------------------- | ------------------------- | ------------------------ | ------------------------ | --------------------------- | --------------------------- |
| Boardercross Detaljer...        | Pierre Vaultier Frankrike | Pierre Vaultier Frankrike | Jarryd Hughes Australien | Jarryd Hughes Australien | Regino Hernández Spanien    | Regino Hernández Spanien    |
| Halfpipe Detaljer...            | Shaun White USA           | Shaun White USA           | Ayumu Hirano Japan       | Ayumu Hirano Japan       | Scotty James Australien     | Scotty James Australien     |
| Parallellstorslalom Detaljer... | Nevin Galmarini Schweiz   | Nevin Galmarini Schweiz   | Lee Sang-ho Sydkorea     | Lee Sang-ho Sydkorea     | Žan Košir Slovenien         | Žan Košir Slovenien         |
| Slopestyle Detaljer...          | Redmond Gerard USA        | Redmond Gerard USA        | Max Parrot Kanada        | Max Parrot Kanada        | Mark McMorris Kanada        | Mark McMorris Kanada        |
| Big air Detaljer...             | Sebastien Toutant Kanada  | Sebastien Toutant Kanada  | Kyle Mack USA            | Kyle Mack USA            | Billy Morgan Storbritannien | Billy Morgan Storbritannien |

## Medaljtabell
| Pl. | Nation         | Guld | Silver | Brons | Totalt |
| --- | -------------- | ---- | ------ | ----- | ------ |
| 1   | USA            | 4    | 2      | 1     | 7      |
| 2   | Kanada         | 1    | 2      | 1     | 4      |
| 3   | Frankrike      | 1    | 1      | 0     | 2      |
| 4   | Tjeckien       | 1    | 0      | 1     | 2      |
| 5   | Italien        | 1    | 0      | 0     | 1      |
| 5   | Schweiz        | 1    | 0      | 0     | 1      |
| 5   | Österrike      | 1    | 0      | 0     | 1      |
| 8   | Australien     | 0    | 1      | 1     | 2      |
| 8   | Tyskland       | 0    | 1      | 1     | 2      |
| 10  | Kina           | 0    | 1      | 0     | 1      |
| 10  | Japan          | 0    | 1      | 0     | 1      |
| 10  | Sydkorea       | 0    | 1      | 0     | 1      |
| 13  | Finland        | 0    | 0      | 1     | 1      |
| 13  | Nya Zeeland    | 0    | 0      | 1     | 1      |
| 13  | Slovenien      | 0    | 0      | 1     | 1      |
| 13  | Spanien        | 0    | 0      | 1     | 1      |
| 13  | Storbritannien | 0    | 0      | 1     | 1      |
|     | Totalt         | 10   | 10     | 10    | 30     |

### Fotnoter
1. ↑  ”Snowboard” (på engelska). Pyeongchang 2018 Sport. Arkiverad från originalet den 18 maj 2017. https://web.archive.org/web/20170518081134/https://www.pyeongchang2018.com/en/olympicstory/sports/snow/snowboard/view. Läst 30 april 2017.
2. ↑  ”Nya "svenskgrenar" till OS 2018”. SOK. http://sok.se/arkiv-for-artiklar/2015-06-09-nya-svenskgrenar-till-os-2018.html. Läst 1 maj 2017.
3. ↑  ”Snowboard - Ladie's Snowboard Cross” (på engelska). Pyeongchang 2018. https://www.pyeongchang2018.com/en/game-time/results/OWG2018/resOWG2018/pdf/OWG2018/SBD/OWG2018_SBD_C73X2_SBDWSBX---------------------------.pdf. Läst 16 februari 2018.
4. ↑  Snowboard - Ladies' Halfpipe. pyeongchang2018.com. Läst 13 februari 2018.
5. ↑  Snowboard - Ladies' Parallel Giant Slalom. pyeongchang2018.com. Läst 24 februari 2018.
6. ↑  ”Snowboard - Ladies' Slopestyle” (på engelska). Pyeongchang 2018. https://www.pyeongchang2018.com/en/game-time/results/OWG2018/resOWG2018/pdf/OWG2018/SBD/OWG2018_SBD_C73S_SBDWSS----------------------------.pdf. Läst 12 februari 2018.
7. ↑  Snowboard - Ladies' Big Air. pyeongchang2018.com. Läst 22 februari 2018.
8. ↑  ”Snowboard - Men's Snowboard Cross” (på engelska). Pyeongchang 2018. https://www.olympic.org/pyeongchang-2018/results/resOWG2018/pdf/OWG2018/SBD/OWG2018_SBD_C73X2_SBDMSBX---------------------------.pdf. Läst 15 februari 2018.
9. ↑  ”Snowboard - Men's Halfpipe” (på engelska). Pyeongchang 2018. https://www.pyeongchang2018.com/en/game-time/results/OWG2018/resOWG2018/pdf/OWG2018/SBD/OWG2018_SBD_C73H_SBDMHP----------------------------.pdf. Läst 14 februari 2018.
10. ↑  Snowboard - Men's Parallel Giant Slalom. pyeongchang2018.com. Läst 24 februari 2018.
11. ↑  ”Snowboard - Men's Slopestyle” (på engelska). Pyeongchang 2018. https://www.pyeongchang2018.com/en/game-time/results/OWG2018/resOWG2018/pdf/OWG2018/SBD/OWG2018_SBD_C73S_SBDMSS----------------------------.pdf. Läst 11 februari 2018.
12. ↑  Snowboard - Men's Big Air. pyeongchang2018.com. Läst 24 februari 2018.